# 佐藤武敏
佐藤 武敏（さとう たけとし、1920年9月3日- 2019年8月31日）は、日本の東洋史学者、大阪市立大学名誉教授。古代中国の交易・水利の研究などを行い、

## 経歴
1920年、山形県で生まれた。東北帝国大学法文学部を卒業し、同大学大学院中退。
卒業後は大阪市立大学助教授に就いた。のち教授昇格。1961年、学位論文『中国古代工業史の研究』を東北大学に提出して文学博士号を取得。1984年に大阪市立大学を定年退官し、同校の名誉教授となった。退任後も流通科学大学などで教鞭をとった。2019年に死去。

## 受賞・栄典
- 1979年：日本学士院賞を受賞。

## 著作
著書
- 『中国古代工業史の研究』吉川弘文館 1962
- 『長安 古代中国と日本』近藤出版社(世界史研究双書) 1971
  - 文庫化 講談社学術文庫 2004
- 『中国古代絹織物史研究』風間書房 1977-1978
- 『中国災害史年表』編著、国書刊行会 1993
- 『司馬遷の研究』汲古書院 1997
- 『王國維の生涯と学問』風間書房 2003
- 『「詩経」国風の詩歌と地域社会』研文出版 2014

訳書
- 『中国古代の思想家たち』郭沫若著、野原四郎・上原淳道共訳 岩波書店 1957

- 『塩鉄論 漢代の経済論争』桓寛著、平凡社東洋文庫 1970
  - ワイド版 2003年
- 『中国製紙技術史』潘吉星著、平凡社 1980
- 『中国の花譜』平凡社東洋文庫 1997
  - ワイド版 2009年
- 『中国古代書簡集』講談社学術文庫 2006
- 『呉越春秋：呉越興亡の歴史物語』趙曄著、平凡社東洋文庫 2016

記念論集
- 『中国水利史論集 佐藤博士還暦記念』中国水利史研究会編 国書刊行会 1981
- 『中国水利史論叢 佐藤博士退官記念』中国水利史研究会編 国書刊行会 1984